# Марк Ноний Макрин
Марк Ноний Макрин (лат. Marcus Nonius Macrinus) — государственный и военный деятель Римской империи, консул-суффект 154 года.

## Биография
Происходил из влиятельного рода Нониев из города Бриксия (современная Брешиа). Начал карьеру с главы городских вигилов (полицейских) во время правления императора Антонина Пия. Впоследствии был одним из децемвиров для судебных разбирательств по гражданским делам. После этого занимал должность военного трибуна латиклавия (заместитель командира после легата) XVI Стойкого Флавиева легиона. В 138 году он стал сенатором. После этого назначен легатом императора в провинции, был народным трибуном, претором, куратором течения Тибра и возглавлял XIII Парный легион в Карнутуме (Паннония).
В 154 году стал консулом-суффектом вместе с Прифернием Петом. Вскоре стал членом коллегии квиндецемвиров. Как имперский легат-пропретор с 159 года управлял провинциями верхняя и нижняя Паннония. В 161 году вошел в состав жреческой коллегии Антонинов (содал Антониниан Вериан). Был участником Маркоманских войн в 166-167 и 175-180 годах. Стал одним из самых близких друзей и советников императора Марка Аврелия.
С 170 по 171 год проконсул управлял провинцией Азией. За хорошее отношение к населению и возрождение провинции после многочисленных бедствий получил титул «Спасителя», а община М. Эфес поставила Нонию статую. С 171 по 175 год руководил провинцией Бетика.
Похоронен на выезде из Рима, на Фламиниевой дороге, неподалеку от Тибра. Его сын возвел в честь отца мавзолей.
Был прототипом главного героя фильма «Гладиатор».